# باند فرود کالینز
باند فرود کالینز (به انگلیسی: Collins Landing Strip) یک فرودگاه خصوصی است که یک باند فرود خاک دارد و طول باند آن ۴۵۷ متر است. این فرودگاه در شهر میتچل، اورگن کشور ایالات متحده آمریکا قرار دارد و در ارتفاع ۴۵۷ متری از سطح دریا واقع شده‌است.